# Étienne Terrus

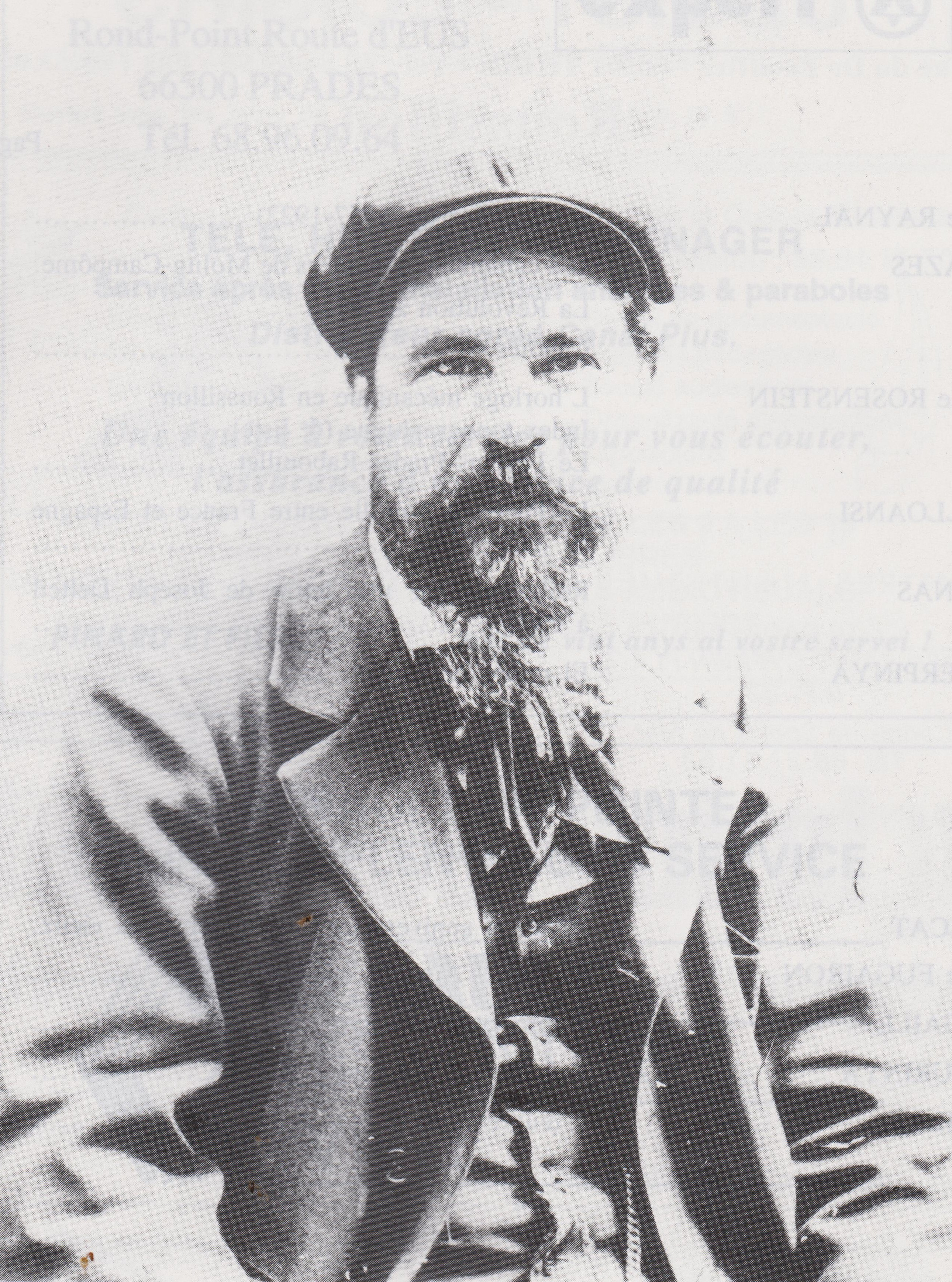
Étienne Terrus

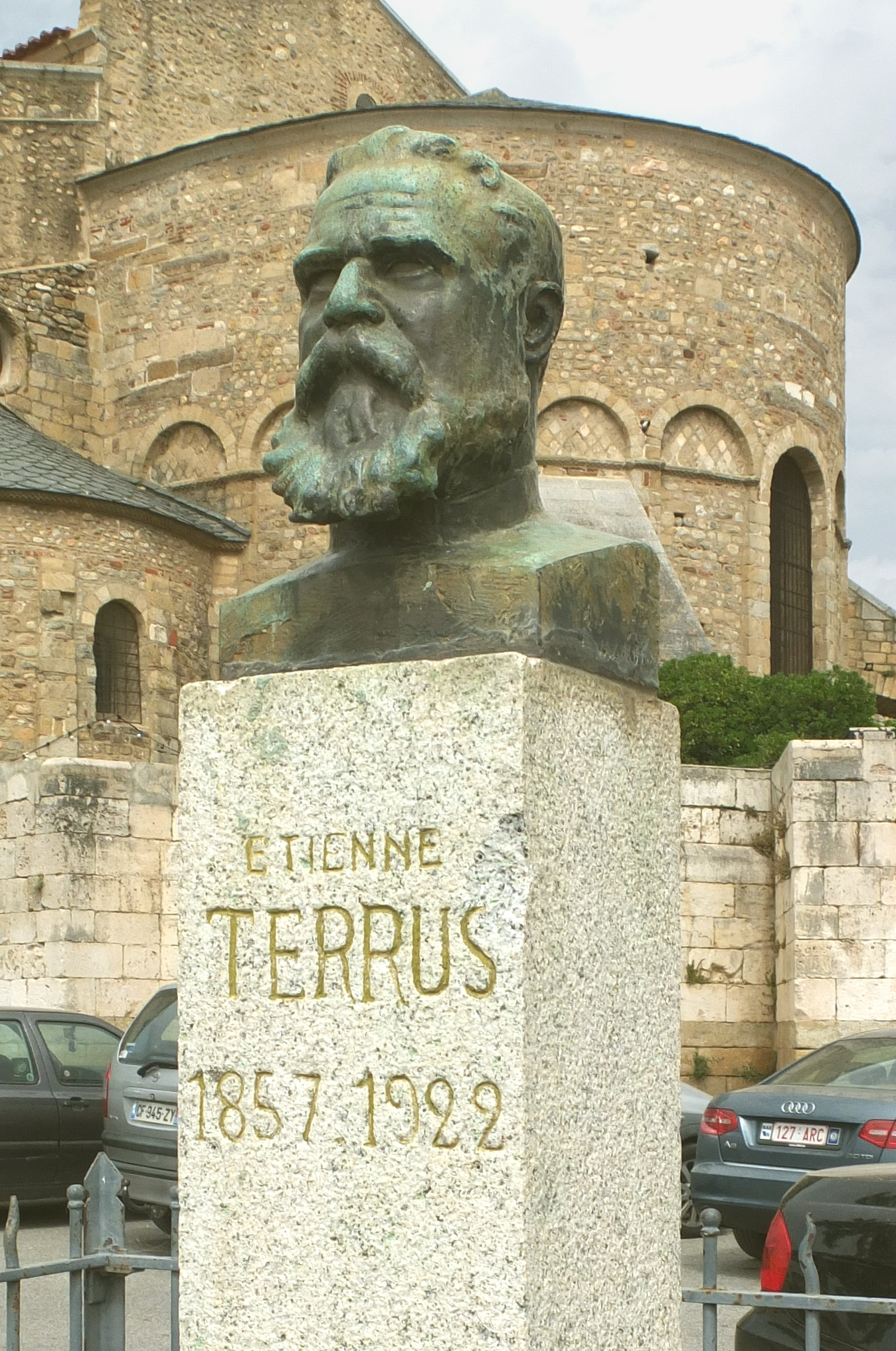
Büste des Étienne Terrus von Aristide Maillol, Elne.

Étienne Terrus (* September 1857 in Elne, Département Pyrénées-Orientales; † Juni 1922 ebenda) war ein französischer Maler katalanischer Herkunft.

## Leben

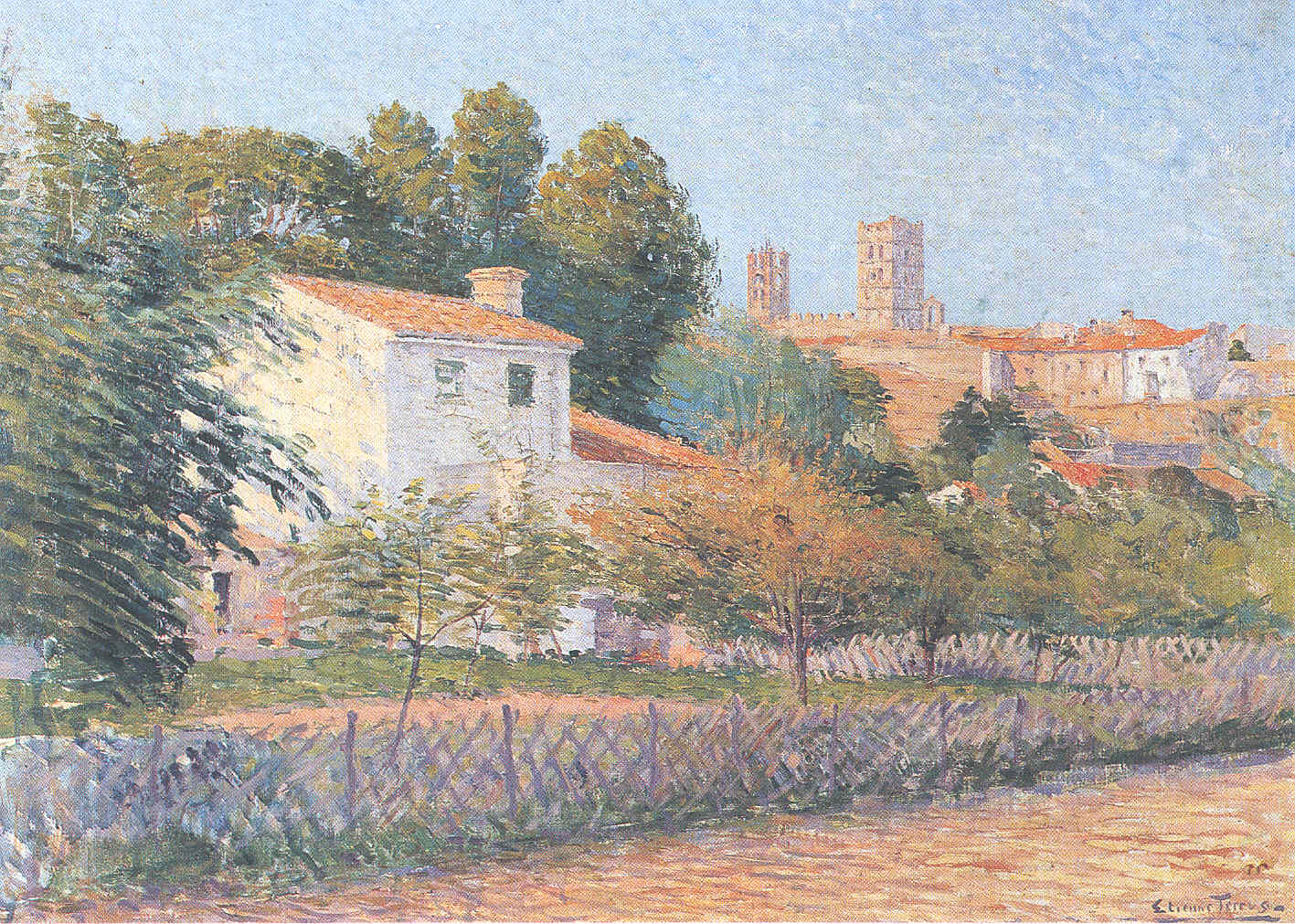
Vue d'Elne von Étienne Terrus (um 1900).

Im Winter 1874/75 kam Terrus mit 17 Jahren nach Paris und wurde dort Schüler an der École des Beaux-Arts; u. a. wurde er dort von Alexandre Cabanel unterrichtet. Da er – nach eigenem Bekunden – mit dem Großstadtleben nicht zurechtkam, kehrte er bereits nach kurzer Zeit wieder in seine Heimatstadt zurück und verließ diese Zeit seines Lebens kaum mehr.
Befreundet war Terrus u. a. mit André Derain, Aristide Maillol, Henri Matisse, George-Daniel de Monfreid und anderen aus der Künstlergruppe Nabis.
Lange Zeit nahezu vergessen, erinnerte sich Elne vor einigen Jahren wieder an Étienne Terrus und errichtete ihm zu Ehren 1994 ein Museum. Im April 2018 wurde bekannt gegeben, dass sich 82 der 140 dort ausgestellten Werke als Fälschungen herausgestellt haben.